# Abu Muhammad al-Hasan al-Muhallabi
Abu Muhammad al-Hasan al-Muhallabi (903-963) fue un estadista árabe que sirvió como el visir del amir buyí al-Dawla Mu'izz. Perteneció a la prominente familia Muhallabida.
Nació en el año 903, fue el hijo de Muhammad ibn Harun, un árabe de la familia Muhallabi. Al-Muhallabi más tarde sirvió como administrador de Ahvaz, y pronto comenzó a servir a los buyíes que eran los nuevos dueños de Irak y el oeste de Irán. Al-Muhallabi se levantó rápidamente como una figura prominente en la corte buyí, y más tarde se convirtió en el compañero de Abu Yafar Saymari, el principal secretario de Mu'izz al-Dawla, que era el gobernante buyí de Irak. En 950/951, Mu'izz al-Dawla nombró a Muhallabi su visir y le dio el título de ostadh.
En 950/951, Mu'izz al-Dawla, después de un conflicto constante contra el gobernante de Batihah, 'Imran Ibn Shahin, envió un ejército bajo el mando conjunto de al-Muhallabi y el general dailamita Ruzbahan.
Ruzbahan, al que no le gustaba al-Muhallabi, le convenció para atacar directamente a 'Imran. Mantuvo sus fuerzas en la parte trasera y huyó tan pronto como comenzó la lucha entre las dos partes. 'Imran utilizó el terreno de forma eficiente, ya que se emboscó y confundió el ejército de al-Muhallabi. Muchos de los soldados de al-Muhallabi murieron en los combates y él mismo escapó por poco de su captura, nadando a la seguridad. Mu'izz al-Daula luego llegó a un acuerdo con 'Imran, accediendo a sus términos. Los presos fueron intercambiados e 'Imran se hizo vasallo de los buyíes, siendo instaurado como gobernador del Batihah.
Al-Muhallabi murió en 963, después de haber contraído una enfermedad durante su campaña en Omán. Según Ibn Miskawayh, sin embargo, al-Muhallabi fue envenenado por Mu'izz al-Dawla.